# كريس موراي (لاعب هوكي الجليد)
كريس موراي (بالإنجليزية: Chris Murray)‏ هو لاعب هوكي الجليد أمريكي، ولد في 26 ديسمبر 1984 في دوفر في الولايات المتحدة.

## وصلات خارجية
- كريس موراي على موقع دوري الهوكي الوطني (الإنجليزية)
- كريس موراي على موقع EliteProspects.com (الإنجليزية)
- كريس موراي على موقع HockeyDB.com (الإنجليزية)